# Danton (1983)
Danton is een Frans-Poolse dramafilm uit 1983 onder regie van Andrzej Wajda.

## Verhaal
Wanneer de revolutionair Danton in 1793 terugkeert naar Parijs, komt hij er al gauw achter dat zijn vroegere medestander Robespierre een schrikbewind voert met massa-executies. Hij wordt uiteindelijk zelf door het tribunaal gevonnist.

## Rolverdeling
| Acteur             | Personage          |
| ------------------ | ------------------ |
| Gérard Depardieu   | Danton             |
| Wojciech Pszoniak  | Robespierre        |
| Anne Alvaro        | Éléonore Duplay    |
| Roland Blanche     | Lacroix            |
| Patrice Chéreau    | Camille Desmoulins |
| Emmanuelle Debever | Louison Danton     |
| Krzysztof Globisz  | Amar               |
| Ronald Guttman     | Herman             |
| Gérard Hardy       | Tallien            |
| Tadeusz Huk        | Couthon            |
| Stéphane Jobert    | Panis              |
| Marian Kociniak    | Lindet             |
| Marek Kondrat      | Barère de Vieuzac  |
| Boguslaw Linda     | Saint-Just         |
| Alain Macé         | Héron              |